# Federacja Harcerstwa Polskiego
Niektóre z zamieszczonych tu informacji wymagają weryfikacji.
Dokładniejsze informacje o tym, co należy poprawić, być może znajdują się w dyskusji tego artykułu.
 Po wyeliminowaniu niedoskonałości należy usunąć szablon {{Dopracować}} z tego artykułu.
Federacja Harcerstwa Polskiego – federacja kilku organizacji harcerskich, powołana jako płaszczyzna ich współpracy. Nie odegrała większej roli w integracji harcerstwa.

## Historia
Od kwietnia 1993 organizowane były spotkania przedstawicieli lokalnych organizacji harcerskich: Harcerskiego Ruchu Ochrony Środowiska im. św. Franciszka z Asyżu, Polskiej Organizacji Harcerskiej i Federacji Drużyn im. Cichociemnych. Nie brały w nich udziału oficjalni przedstawiciele Związku Harcerstwa Polskiego i Związku Harcerstwa Rzeczypospolitej.
21 stycznia 1995 na spotkaniu komisji porozumiewawczej organizacji harcerskich w Warszawie, przedstawiciel Niezależnego Kręgu Instruktorów Harcerskich Leśna Szkółka przedstawia wspólną z Federacją Drużyn im. Cichociemnych propozycję powołania federacji. Propozycję poparł przedstawiciel Polskiej Organizacji Harcerskiej. Harcerski Ruch Ochrony Środowiska im. św. Franciszka z Asyżu prezentował stanowisko utworzenia federacji złożonych ze wszystkich polskich organizacji harcerskich, co nie spotkało się z uznaniem inicjatorów spotkań.
18 lutego 1995 w Kolegiacie Najświętszej Maryi Panny Królowej Polski w Gdyni odbyła się zbiórka założycielska federacji, w skład której weszły trzy organizacje. 26 lutego 1995 na mocy specjalnej zgody członków założycieli, Związek Harcerstwa Rzeczypospolitej zgodnie z uchwałą IV Walnego Zjazdu, przystąpił do federacji jako czwarty członek. Federacja została zarejestrowana w rejestrze stowarzyszeń mających siedzibę w Warszawie (RSt B-42 z dnia 19 września 1995). 
Pod koniec lat 90. XX wieku Związek Harcerstwa Rzeczypospolitej w Kanadzie złożył wniosek o przyjęcie w poczet członków federacji. Ze względu na sprzeciw Związku Harcerstwa Rzeczypospolitej wniosek został odrzucony.
Wobec braku zainteresowania przystąpieniem do federacji przez Związek Harcerstwa Polskiego oraz pomysłu na faktyczne formy funkcjonowania, w 2000 federacja prawdopodobnie zaprzestała działalności, choć nigdy (a przynajmniej do 2019) formalnie nie została rozwiązana.